# Орловка (приток Селемджи)
Орловка (до 1972 г. — Мамын) — река в Амурской области России, правый приток Селемджи.
Длина реки — 208 км, площадь водосборного бассейна, находящегося на Амурско-Зейской равнине, — 11 300 км². Образуется слиянием Левой и Правой Орловки (ранее Левый и Правый Мамын) на высоте 268 м. Течение умеренное, долина заболочена. В нижнем течении наблюдаются меандры и небольшие озёра. В бассейне реки месторождения золота, железной руды и известняков.

## Этимология
Река получила название в честь прапорщика Орлова, прошедшего в этих местах в 1847 году для торговли по стойбищам с эвенками, от Российско-Американской торговой компании.

## Основные притоки
(расстояние от устья)

| - 2 км: река Ушмын (пр) - 43 км: река Сартама (пр) - 92 км: река Быки (пр) - 102 км: река Гарь (пр, крупнейший) - 104 км: река Армия (лв) | - 145 км: река Инкан (пр) - 177 км: река Сохатиная (лв) - 179 км: река Адамиха (пр) - 208 км: река Левая Орловка (лв) - 208 км: река Правая Орловка (пр) |

## Данные водного реестра
По данным государственного водного реестра России относится к Амурскому бассейновому округу, речной бассейн реки — Амур, речной подбассейн реки — Зея,
водохозяйственный участок реки — Селемджа.
Код объекта в государственном водном реестре — 20030400312118100038591.